# Manfred Rasch
Manfred Rasch (né le 14 septembre 1955 à Dortmund) est un archiviste allemand, historien de l'économie et professeur honoraire à l'université de la Ruhr à Bochum.

## Biographie
Rasch étudie l'histoire et les mathématiques à l'Université de Bochum. De 1984 à 1986, il effectue le service préparatoire archivistique à l'école d'archives de Marbourg (de). Il commence sa carrière d'archiviste en 1986 à l'Institut Max-Planck de recherche sur le charbon (de) à Mülheim. Il  obtient son doctorat en 1989 avec la thèse Die Geschichte des Kaiser-Wilhelm-Instituts für Kohlenforschung 1913–1943. De 1992 jusqu'à sa retraite en 2018, il dirige les archives de Thyssen AG (aujourd'hui ThyssenKrupp Group Archives) à Duisbourg. Il est également président du comité d'histoire de l'Institut de l'acier VDEh (de).

## Publications (sélection)
- Industriefilm 1960–1969. Filme aus Wirtschaftsarchiven im Ruhrgebiet, Klartext Verlag (de), Essen, 2011,  (ISBN 978-3-89861-808-3).
- 150 Jahre Stahlinstitut VDEh. 1860–2010 (avec Helmut Maier (de) et Andreas Zilt), Klartext Verlag, Essen, 2010,  (ISBN 978-3-8375-0051-6).
- (dir.) August Thyssen und Heinrich Thyssen-Bornemisza. Briefe einer Industriellenfamilie 1919–1926, Klartext Verlag, Essen, 2010,  (ISBN 978-3-8375-0331-9).
- Das Thomas-Verfahren in Europa. Entstehung – Entwicklung – Ende, Klartext Verlag, Essen, 2009,  (ISBN 978-3-89861-807-6).
- Harz. Eine Montanregion im Wandel, Klartext Verlag, Essen, 2008,  (ISBN 978-3-89861-809-0).
- (dir., avec Dietmar Bleidick) Technikgeschichte im Ruhrgebiet – Technikgeschichte für das Ruhrgebiet, Klartext Verlag, Essen, 2004,  (ISBN 978-3-89861-376-7).
- Industriefilm 1945–1959. Filme aus Wirtschaftsarchiven im Ruhrgebiet, Klartext Verlag, Essen, 2003,  (ISBN 978-3-89861-211-1).
- Geschichte des Kaiser-Wilhelm-Instituts für Kohlenforschung 1913–1943, Weinheim, 1989, ohne ISBN.
- Granaten, Geschütze und Gefangene. Zur Rüstungsfertigung der Henrichshütte in Hattingen während des Ersten und Zweiten Weltkriegs, Klartext Verlag, Essen, 2003,  (ISBN 978-3-89861-234-0).
- Industriefilm – Medium und Quelle. Beispiele aus der Eisen- und Stahlindustrie (avec Renate Köhne-Lindenlaub et Horst A. Wessel), Klartext Verlag, Essen, 1997,  (ISBN 978-3-88474-643-1).